# Đường tỉnh 158
Đường tỉnh 158 hay tỉnh lộ 158, viết tắt ĐT158 hay TL158, là đường tỉnh ở huyện Bát Xát tỉnh Lào Cai.
Đường xuất phát từ điểm nối với đường tỉnh 156 ở bản Vược xã Bản Vược, nơi có đường nhánh ra Cửa khẩu Bản Vược. Đường đi hướng tây nam qua thung lũng Mường Vi, xã Bản Xèo tới Mường Hum. Từ đây đổi hướng tây bắc, qua các xã: Sàng Ma Sáo, Dền Sáng, Y Tý thì đổi hướng gần bắc. Điểm kết thúc ở Ngã ba Lũng Pô, bản Tùng Sáng, xã A Mú Sung, gặp lại Đường tỉnh 156.
Toàn tuyến đường dài xx km.